# 羅泉會議會址
羅泉會議會址位於四川省資中縣羅泉鎮，文物遺址年代判定為1911年。1991年4月16日公佈為四川省第三批文物保護單位。